# Otto Wilhelm Madelung
Otto Wilhelm Madelung (Gotha, Turingia, 15 de mayo de 1846 - Gotinga, 22 de julio de 1926) fue un cirujano alemán. Describió la lipomatosis simétrica múltiple, que también se conoce en su honor como enfermedad de Madelung y se caracteriza por depósitos de grasa alrededor del cuello y el tronco. También es recordado por sus trabajos en ortopedia, dio nombre a una deformidad que ocasiona una curvatura progresiva del antebrazo que recibe el nombre de deformidad de Madelung. Esta anomalía fue citada anteriormente por Guillaume Dupuytren en 1834, Auguste Nélaton en 1847 y Joseph-François Malgaigne en 1855, sin embargo fue Madelung el primer médico que realizó una descripción detallada de la misma. Se especializó en cirugía abdominal y fue pionero en la realización de anastomosis intestinales.